# En stark resa med Morgan & Ola-Conny
En stark resa med Morgan & Ola-Conny är en svensk dokumentärserie som hade premiär på Kanal 5 våren 2012. I serien får man följa Morgan Karlsson och Ola-Conny Wallgren, kända från TV-serien Ullared, på deras resor runt jorden. Serien produceras av Bada Bing.
I första säsongen åkte Morgan och Ola-Conny på resa jorden runt, till Sydafrika, Tokyo, Marocko, Gran Canaria och Polen, samt Paris och London. Säsong två, som sändes på Kanal 5 med start den 8 april 2013 gick till USA där Morgan och Ola-Conny besökte 10 delstater, Kalifornien, Arizona, Nevada, Utah, Hawaii, New York, Florida, Texas, Louisiana och Tennessee. Under andra säsongen hette programmet En stark resa med Morgan & Ola-Conny - igen.
En tredje säsong, En stark resa med Morgan & Ola-Conny - med bil, spelades in under sommaren 2013 och då gav sig Gekås-vännerna ut i Europa på bilsemester genom Finland, Grekland, Italien, Schweiz, Österrike och Tyskland.  Säsongspremiären, Greklandsavsnittet sänt 26 augusti 2013 där en av de medverkande skadas i en badincident, blev mest sedda program på Kanal 5 vecka 35 med 360 000 tittare. Säsongens resterande avsnitt fortsatte att locka mellan 315 000 och 362 000 tittare och rankade varje vecka högst eller näst högst bland kanalens svenska produktioner, bara signifikant slagen av kvalmatcherna till världsmästerskapet i fotboll 2014.
Säsong fyra, En stark äventyrsresa, spelades in hösten 2013 i Australien, Nya Zeeland, Japan, Thailand och Indien och började sändas 27 januari 2014. Äventyrstemat innebar möte med Crocodile Dundee-krokodilen Bert, bungyjump, ormtjusning, elefantsafari och sumobrottning.

## Säsong 1: En stark resa
- Avsnitt 1 - London, Storbritannien (2 april 2012)
- Avsnitt 2 - Gran Canaria, Spanien (9 april 2012)
- Avsnitt 3 - Marrakech, Marocko (16 april 2012)
- Avsnitt 4 - Paris, Frankrike (23 april 2012)
- Avsnitt 5 - Polen (30 april 2012)
- Avsnitt 6 - Tokyo, Japan (7 maj 2012)
- Avsnitt 7 - Tokyo & Sydafrika (14 maj 2012)
- Avsnitt 8 - Sydafrika (21 maj 2012)

## Säsong 2: En stark resa - igen
- Avsnitt 1 - San Francisco (8 april 2013)
- Avsnitt 2 - Highway 1 och Los Angeles (15 april 2013)
- Avsnitt 3 - Las Vegas (22 april 2013)
- Avsnitt 4 - Sandy Valley, Nevada (30 april 2013)
- Avsnitt 5 - Hawaii (6 maj 2013)
- Avsnitt 6 - New York (13 maj 2013)
- Avsnitt 7 - Miami (20 maj 2013)
- Avsnitt 8 - Texas (27 maj 2013)
- Avsnitt 9 - New Orleans (3 juni 2013)
- Avsnitt 10 - Tennessee (10 juni 2013)

## Säsong 3: En stark resa  - med bil
- Avsnitt 1 - Grekland (26 augusti 2013)
- Avsnitt 2 - Italien (2 september 2013)
- Avsnitt 3 - Schweiz (9 september 2013)
- Avsnitt 4 - Tyskland (16 september 2013)
- Avsnitt 5 - Finland (23 september 2013)

## Säsong 4: En stark äventyrsresa
- Avsnitt 1 - Australien (27 januari 2014)
- Avsnitt 2 - Alice Springs och Ayers Rock (3 februari 2014)
- Avsnitt 3 - Sydney och Bondi Beach (10 februari 2014)
- Avsnitt 4 - Matamata, Nya Zeeland (17 februari 2014)
- Avsnitt 5 - Bangkok (24 februari 2014)
- Avsnitt 6 - Phuket (3 mars 2014)
- Avsnitt 7 - Indien (10 mars 2014)
- Avsnitt 8 - Himalaya (17 mars 2014)
- Avsnitt 9 - Indien (24 mars 2014)
- Avsnitt 10 - Japan (31 mars 2014)

## Säsong 5: En stark Norgehistoria
- Avsnitt 1 - Lillehammer (18 augusti 2014)
- Avsnitt 2 - Finnmark[förtydliga] (25 augusti 2014)
- Avsnitt 3 - Svalbard och Oslo (1 september 2014)
- Avsnitt 4 - Brummundal och Oslo (15 september 2014)
- Avsnitt 5 - Lofoten och Hurtigrutten (22 september 2014)
- Avsnitt 6 - Geirangerfjorden (29 september 2014)

## Säsong 6: En stark resa
- Avsnitt 1 - Japan (22 augusti 2017)
- Avsnitt 2 - Shanghai (29 augusti 2017)
- Avsnitt 3 - Hongkong (5 september 2017)
- Avsnitt 4 - Kalifornien (12 september 2017)
- Avsnitt 5 - Texas (19 september 2017)
- Avsnitt 6 - Florida (26 september 2017)
- Avsnitt 7 - Amsterdam (3 oktober 2017)
- Avsnitt 8 - Berlin (6 oktober 2017)